# José María Listorti
José María Listorti (Turdera, Buenos Aires, 4 de marzo de 1973) es un humorista, actor, locutor de radio y presentador de televisión argentino. Se hizo conocido por sus participaciones en varios sketches de los programas de humor Videomatch y su  continuación Showmatch. Además, fue conductor de programas como Este es el show, Hay que ver, Canta si puedes, Súper súper y 100 argentinos dicen.

## Carrera
Debutó de adolescente en la pantalla chica como participante del programa Seis para triunfar conducido por Héctor Larrea, en 1989 y emitido por Canal 9. Estudió la carrera de Locutor Nacional en COSAL (Comunicaciones Salesianas) y se recibió a finales de 1993. Empezó como comediante en Videomatch con el periodista deportivo y también presentador Marcelo Tinelli. Allí se destacó en varios sketches tales como José María Celular o en Insoportable. A partir del 2000 participó en varias cámaras ocultas, y protagonizaba videoclips de pop latino con su personaje Navajo, parodiando a los cantantes Chayanne y Ricky Martin.
Luego se retiró temporalmente del programa de Marcelo en 2005; ese año fue elegido como presentador de los programas Suerte animal y Televisión Registrada; su labor en este último fue interrumpido debido a la censura del canal América TV a la productora Pensado Para Televisión. Actuó junto a Freddy Villarreal y Pachu Peña en la tira cómica Palermo Hollywood Hotel que se emitía en Canal 9. En 2007 participó en Bailando por un sueño, polémica versión argentina del reality de baile mexicano del mismo nombre en reemplazo de La Hiena Barrios, y fue eliminado en la duodécima semana.
Desde 2007 a 2017 fue el conductor de Este es el show, un noticiero de la farándula producido por Ideas del Sur que se enfocaba en cubrir temas relacionados con Bailando por un sueño.  En mayo de 2009 volvió al programa que lo llevó a la fama, Showmatch, conmemorando los 20 años de emisión.
Ese año participa en cámaras ocultas como Ave María y Aquí, Calafate, además de parodias de spots publicitarios e imitando al político Julio Cobos en Gran Cuñado. Ese año también fue el conductor de Bailando por un Sueño Kids tras la salida de Marcelo Tinelli.

### Vida personal
José María conoció a Mónica González en 2007, cuando ambos fueron parte de la obra El fondo puede esperar de Nito Artaza. Luego entablaron una relación, que dio fruto a un hijo, Franco, el 1º de noviembre de 2009. Se casaron el 1 de noviembre de 2012, y en enero de 2014 tuvieron un segundo hijo, Bruno. Renovaron sus votos de casamiento en 2019.

## Programas de televisión
| Año                          | Programa                   | Rol                                          | Canal      |
| ---------------------------- | -------------------------- | -------------------------------------------- | ---------- |
| 1989                         | Seis para triunfar         | Cameo / Debut en televisión                  | elnueve    |
| 1994-2004                    | Videomatch                 | Humorista y actor                            | Telefe     |
| 2002                         | Gran Cuñado VIP            | Imitador de Marcelo Tinelli (1.er eliminado) | Telefe     |
| 2005                         | Televisión registrada      | Conductor                                    | América TV |
| 2005                         | Suerte animal              | Conductor                                    | elnueve    |
| 2005                         | Casados con hijos          | Participación especial                       | Telefe     |
| 2006                         | No hay 2 sin 3             | Actor                                        | elnueve    |
| 2006                         | Palermo Hollywood Hotel    | Conserje                                     | elnueve    |
| 2007                         | Bailando por un Sueño 2007 | Participante (10.mo Eliminado)               | El Trece   |
| 2007-2017                    | Este es el show            | Conductor                                    | El Trece   |
| 2008-2009                    | El casting de la tele      | Conductor                                    | El Trece   |
| 2009                         | Gran Cuñado                | Imitador de Julio Cobos (4.to finalista)     | El Trece   |
| 2009                         | Bailando por un Sueño Kids | Conductor                                    | El Trece   |
| 2009-2010                    | Humor de primera           | Varios Personajes                            | El Trece   |
| 2009, 2014, 2016, 2019, 2021 | Showmatch                  | Humorista, parodias                          | El Trece   |
| 2010-2012                    | Sábado Show                | Conductor                                    | El Trece   |
| 2011                         | Soñando por Bailar         | Presentador del Debate                       | El Trece   |
| 2011-2012                    | Cantando por un sueño      | Conductor                                    | El Trece   |
| 2012                         | Sos mi hombre              | Cameo                                        | El Trece   |
| 2015                         | Esperanza mía              | Toty                                         | El Trece   |
| 2016                         | Gran Cuñado 6              | Imitador de Juan Manuel Urtubey              | El Trece   |
| 2016                         | Canta si puedes            | Conductor                                    | El Trece   |
| 2018-2021                    | Hay que ver                | Conductor                                    | elnueve    |
| 2021-2022                    | Súper súper                | Conductor                                    | elnueve    |
| 2021                         | Showmatch: Politichef      | Imitador de Sergio Berni                     | El Trece   |
| 2024                         | 100 argentinos dicen       | Conductor                                    | El Trece   |

## Radio
| Año           | Título   | Nota      | Emisora         |
| ------------- | -------- | --------- | --------------- |
| 2018-presente | Re Tarde | Conductor | Pop Radio 101.5 |

## Películas
| Año  | Título                 | Personaje |
| ---- | ---------------------- | --------- |
| 2014 | Socios por accidente   | Matías    |
| 2015 | Socios por accidente 2 | Matías    |
| 2017 | Cantantes en guerra    | Richi     |
| 2025 | El novio de mamá       | '         |

## Publicidades
| Año  | Marca               | Producto          |
| ---- | ------------------- | ----------------- |
| 2000 | Unifón (Telefónica) | Telefonía celular |
| 2020 | Fruta 3             | Jugo              |